# 56088 Wuheng
56088 Wuheng este un asteroid din centura principală de asteroizi.

## Descriere
56088 Wuheng este un asteroid din centura principală de asteroizi. A fost descoperit pe 14 ianuarie 1999 la Xinglong în cadrul programului Beijing Schmidt CCD Asteroid Program. Asteroidul prezintă o orbită caracterizată de o semiaxă mare de 2,62 ua, o excentricitate de 0,16 și o înclinație de 13,3° în raport cu ecliptica.